# Méry-ès-Bois
Méry-ès-Bois est une commune française située dans le département du Cher, en région Centre-Val de Loire.

## Géographie
Méry-ès-Bois se trouve à la limite de la Sologne et du Berry dont elle fait partie, et du Pays-Fort.

### Climat
Pour des articles plus généraux, voir Climat du Centre-Val de Loire et Climat du Cher.
En 2010, le climat de la commune est de type climat océanique dégradé des plaines du Centre et du Nord, selon une étude du CNRS s'appuyant sur une série de données couvrant la période 1971-2000. En 2020, Météo-France publie une typologie des climats de la France métropolitaine dans laquelle la commune est exposée à un climat océanique altéré et est dans la région climatique  Centre et contreforts nord du Massif Central, caractérisée par un air sec en été et un bon ensoleillement. 
Pour la période 1971-2000, la température annuelle moyenne est de 11 °C, avec une amplitude thermique annuelle de 15,7 °C. Le cumul annuel moyen de précipitations est de 825 mm, avec 11,6 jours de précipitations en janvier et 7,5 jours en juillet. Pour la période 1991-2020, la température moyenne annuelle observée sur la station météorologique la plus proche, située sur la commune de La Chapelle-d'Angillon à 8 km à vol d'oiseau, est de 11,6 °C et le cumul annuel moyen de précipitations est de 870,9 mm,. Pour l'avenir, les paramètres climatiques de la commune estimés pour 2050 selon différents scénarios d'émission de gaz à effet de serre sont consultables sur un site dédié publié par Météo-France en novembre 2022.

## Urbanisme

### Typologie
Au 1er janvier 2024, Méry-ès-Bois est catégorisée commune rurale à habitat dispersé, selon la nouvelle grille communale de densité à 7 niveaux définie par l'Insee en 2022.
Elle est située hors unité urbaine. Par ailleurs la commune fait partie de l'aire d'attraction de Bourges, dont elle est une commune de la couronne,. Cette aire, qui regroupe 111 communes, est catégorisée dans les aires de 50 000 à moins de 200 000 habitants,.

### Occupation des sols
L'occupation des sols de la commune, telle qu'elle ressort de la base de données européenne d’occupation biophysique des sols Corine Land Cover (CLC), est marquée par l'importance des territoires agricoles (54,1 % en 2018), en diminution par rapport à 1990 (56,1 %). La répartition détaillée en 2018 est la suivante : 
forêts (43,1 %), terres arables (41,8 %), prairies (9,7 %), zones agricoles hétérogènes (2,6 %), milieux à végétation arbustive et/ou herbacée (2 %), zones urbanisées (0,7 %).
L'évolution de l’occupation des sols de la commune et de ses infrastructures peut être observée sur les différentes représentations cartographiques du territoire : la carte de Cassini (XVIIIe siècle), la carte d'état-major (1820-1866) et les cartes ou photos aériennes de l'IGN pour la période actuelle (1950 à aujourd'hui).

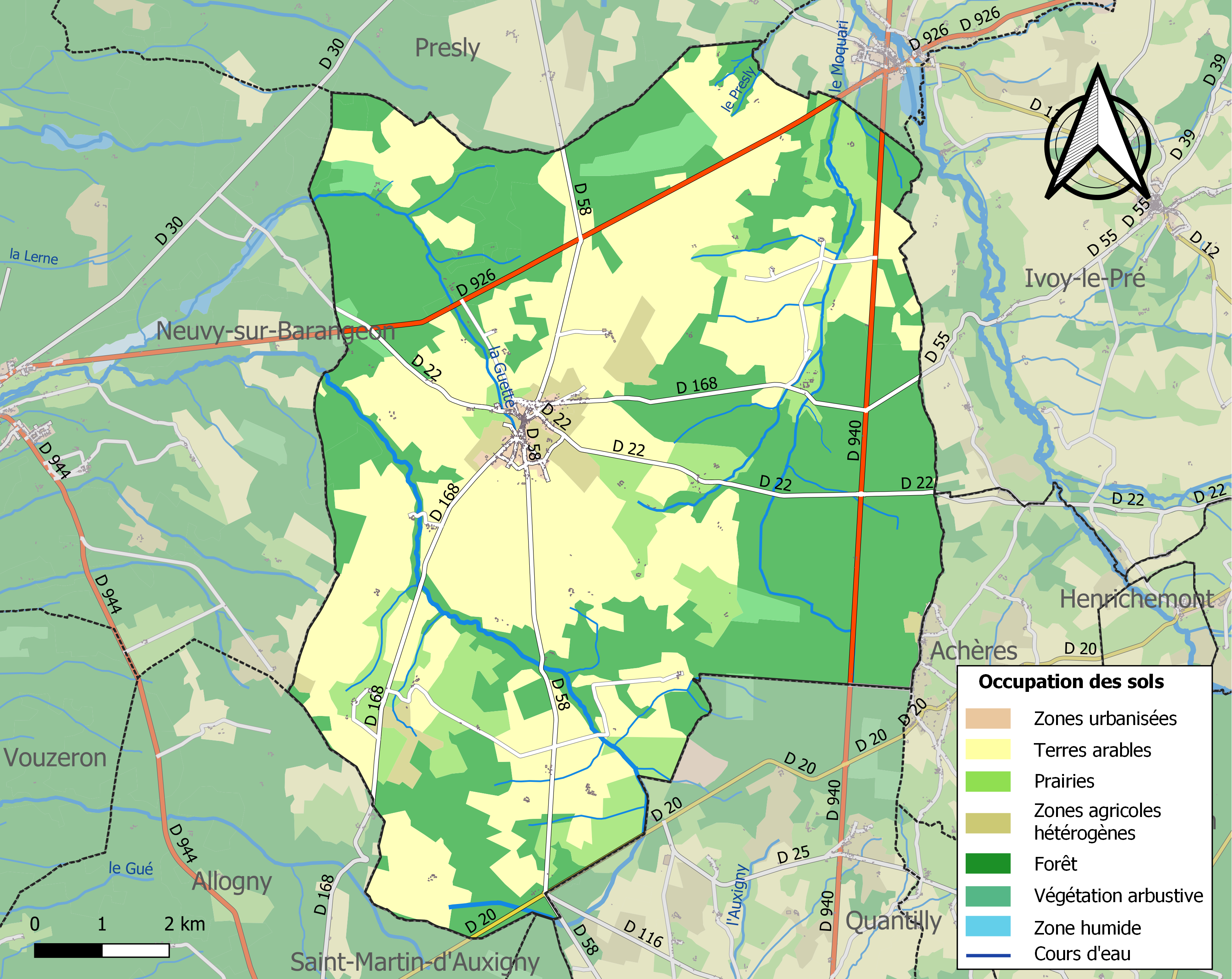
Carte des infrastructures et de l'occupation des sols de la commune en 2018 (CLC).

### Risques majeurs
Le territoire de la commune de Méry-ès-Bois est vulnérable à différents aléas naturels : météorologiques (tempête, orage, neige, grand froid, canicule ou sécheresse), feux de forêts, mouvements de terrains et séisme (sismicité faible). Il est également exposé à un risque technologique, le transport de matières dangereuses. Un site publié par le BRGM permet d'évaluer simplement et rapidement les risques d'un bien localisé soit par son adresse soit par le numéro de sa parcelle.

#### Risques naturels
Le département du Cher est moins exposé au risque de feux de forêts que le pourtour méditerranéen ou le golfe de Gascogne. Néanmoins la forêt occupe près du quart du département et certaines communes sont très vulnérables, notamment les communes de Sologne dont fait partie Méry-ès-Bois. Il est ainsi défendu aux propriétaires de la commune et à leurs ayants droit de porter ou d’allumer du feu dans l'intérieur et à une distance de 200 mètres des bois, forêts, plantations, reboisements ainsi que des landes. L’écobuage est également interdit, ainsi que les feux de type méchouis et barbecues, à l’exception de ceux prévus dans des installations fixes (non situées sous couvert d'arbres) constituant une dépendance d'habitation.

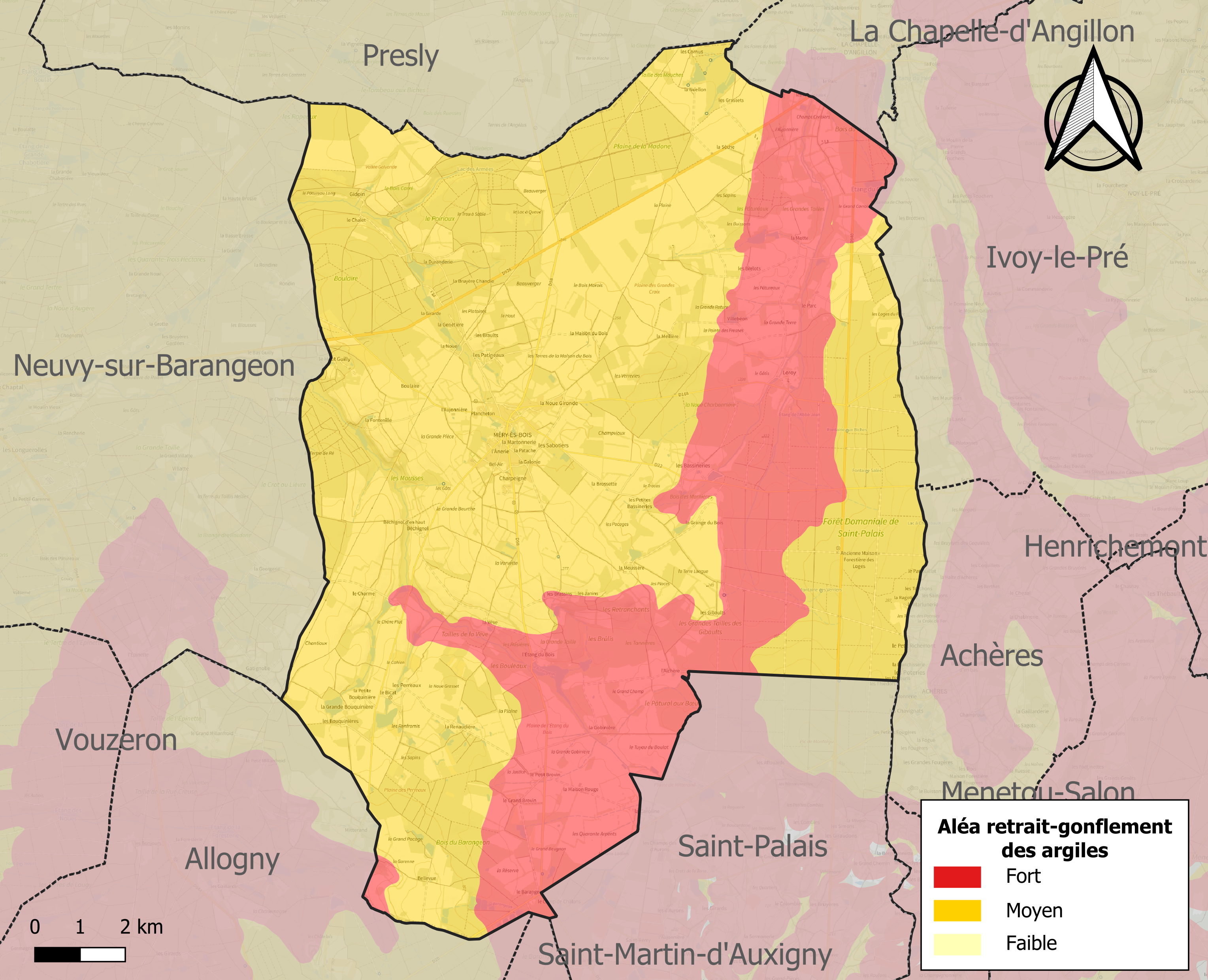
Carte des zones d'aléa retrait-gonflement des sols argileux de Méry-ès-Bois.

La commune est vulnérable au risque de mouvements de terrains constitué principalement du retrait-gonflement des sols argileux. Cet aléa est susceptible d'engendrer des dommages importants aux bâtiments en cas d’alternance de périodes de sécheresse et de pluie. La totalité de la commune est en aléa moyen ou fort (90 % au niveau départemental et 48,5 % au niveau national). Sur les 421 bâtiments dénombrés sur la commune en 2019, 421 sont en aléa moyen ou fort, soit 100 %, à comparer aux 83 % au niveau départemental et 54 % au niveau national. Une cartographie de l'exposition du territoire national au retrait gonflement des sols argileux est disponible sur le site du BRGM,.
Concernant les mouvements de terrains, la commune a été reconnue en état de catastrophe naturelle au titre des dommages causés par des mouvements de terrain en 1999.

#### Risques technologiques
Le risque de transport de matières dangereuses sur la commune est lié à sa traversée par des infrastructures routières ou ferroviaires importantes ou la présence d'une canalisation de transport d'hydrocarbures. Un accident se produisant sur de telles infrastructures est en effet susceptible d’avoir des effets graves au bâti ou aux personnes jusqu’à 350 m, selon la nature du matériau transporté. Des dispositions d’urbanisme peuvent être préconisées en conséquence.

## Politique et administration
| Période   | Période                       | Identité                         | Étiquette | Qualité |
| --------- | ----------------------------- | -------------------------------- | --------- | --- |
| 1790      | 1816                          | Jean-Baptiste Joffard            | -         | |
| 1816      | 1839                          | Etienne-Joseph Henry des Tureaux | -         | décédé en 1839 |
| 1839      | 1843                          | Fidèle Aimé Bureau               | -         | |
| 1843      | 1847                          | Alfred Henry des Tureaux         | -         | |
| 1847      | 1861                          | Jean-Baptiste Joffard            | -         | décédé en 1861 |
| 1861      | 1865                          | Jean-Paul Trigand                | -         | |
| 1865      | 1893                          | Sosthène de Clermont-Tonnerre    | -         | décédé en 1893 |
| 1893      | 1912                          | Charles Henry des Tureaux        | -         | |
| 1912      | 1919                          | Alphonse Foucher                 | -         | |
| 1919      | 1925                          | Guy Paul-Hazard                  | -         | |
| 1925      | juillet 1941                  | Pierre Blaisse                   | SFIO      | Géomètre-architecte Conseiller général de La Chapelle-d'Angillon (1925 → 1940) Révoqué par le Gouvernement de Vichy                  |
| 1941      | 1944                          | Joseph Rabillon                  | -         | |
| 1944      | 1961                          | Pierre Blaisse                   | SFIO      | Géomètre-architecte Conseiller général de La Chapelle-d'Angillon (1945 → 191961), Président du Conseil Général du Cher (1945 → 1951) |
| 1961      | 1965                          | Marcel Lerasle                   | -         | - |
| 1965      | 1968                          | Joseph Lelarge                   | -         | démissionnaire fin mai |
| 1968      | 1983                          | Robert Joulin                    | -         | - |
| 1983      | 1995                          | Robert Paul-Hazard               | -         | Agriculteur |
| 1995      | juillet 2000                  | Bernard Dupont                   |           | Démissionnaire |
| 2000      | mars 2008                     | Olivier Desmier de Chenon        |           | |
| mars 2008 | 2014                          | Michel Désir                     |           | |
| 2014      | mai 2020                      | Gilbert Étiève                   | SE        | Retraité |
| mai 2020, | En cours (au 15 juillet 2020) | Frédéric Bouteille               |           | Vice-président de la CC Sauldre et Sologne (2020 → )                                                                                 |

## Démographie
L'évolution du nombre d'habitants est connue à travers les recensements de la population effectués dans la commune depuis 1793. Pour les communes de moins de 10 000 habitants, une enquête de recensement portant sur toute la population est réalisée tous les cinq ans, les populations de référence des années intermédiaires étant quant à elles estimées par interpolation ou extrapolation. Pour la commune, le premier recensement exhaustif entrant dans le cadre du nouveau dispositif a été réalisé en 2006.

En 2022, la commune comptait 538 habitants, en évolution de −6,6 % par rapport à 2016 (Cher : −2,48 %, France hors Mayotte : +2,11 %).
| 1793 | 1800 | 1806 | 1821 | 1831  | 1836  | 1841  | 1846  | 1851  |
| ---- | ---- | ---- | ---- | ----- | ----- | ----- | ----- | ----- |
| 800  | 800  | 806  | 959  | 1 114 | 1 174 | 1 147 | 1 148 | 1 341 |

| 1856  | 1861  | 1866  | 1872  | 1876  | 1881  | 1886  | 1891  | 1896  |
| ----- | ----- | ----- | ----- | ----- | ----- | ----- | ----- | ----- |
| 1 387 | 1 375 | 1 397 | 1 354 | 1 392 | 1 378 | 1 401 | 1 372 | 1 363 |

| 1901  | 1906  | 1911  | 1921  | 1926  | 1931  | 1936 | 1946 | 1954 |
| ----- | ----- | ----- | ----- | ----- | ----- | ---- | ---- | ---- |
| 1 384 | 1 370 | 1 354 | 1 151 | 1 119 | 1 021 | 990  | 922  | 868  |

| 1962 | 1968 | 1975 | 1982 | 1990 | 1999 | 2006 | 2011 | 2016 |
| ---- | ---- | ---- | ---- | ---- | ---- | ---- | ---- | ---- |
| 785  | 778  | 708  | 637  | 659  | 616  | 603  | 599  | 576  |

| 2021 | 2022 | - | - | - | - | - | - | - |
| ---- | ---- | - | - | - | - | - | - | - |
| 550  | 538  | - | - | - | - | - | - | - |

## Culture locale et patrimoine

### Lieux et monuments
- Abbaye Notre-Dame de Loroy, décrite par Alain-Fournier dans le Grand Meaulnes lors de la fête étrange[26],[27],[28] ; l'édifice est inscrit au titre des monuments historiques en 1971[29].
- Chêne Saint-Étienne, dans la forêt de Saint-Palais[30].
- La fontaine Saint-Firmin situé à l'étang au lieu dit du "grand Beschignoux" à laquelle on attribue la guérison miraculeuse de l'abbé Firmin.
- L'église Saint-Firmin[31]. Une procession de l'église vers la fontaine a lieu tous les ans, le dimanche qui suit le 24 septembre.

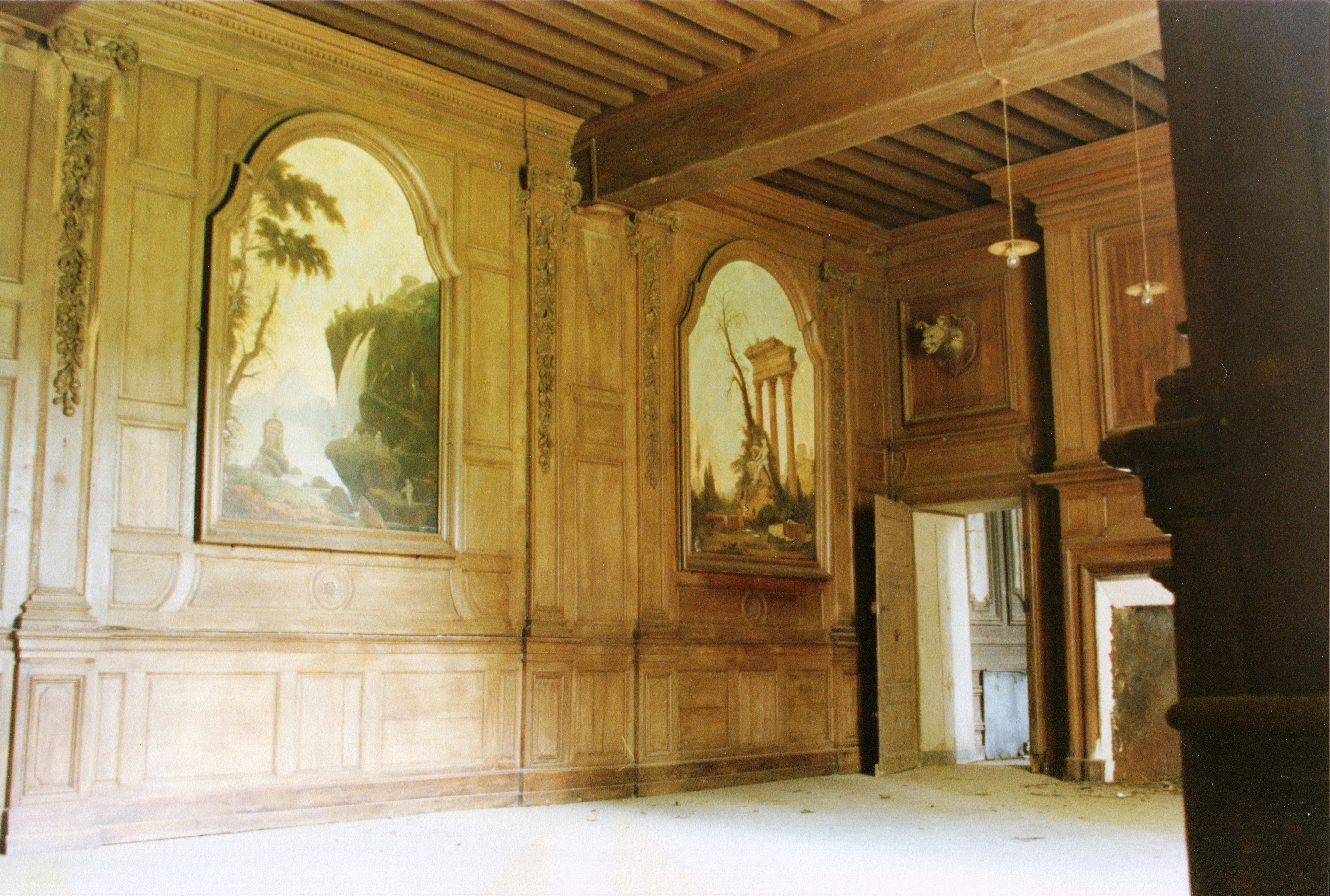
Salle à manger décorée de l’ancienne abbaye de Loroy.
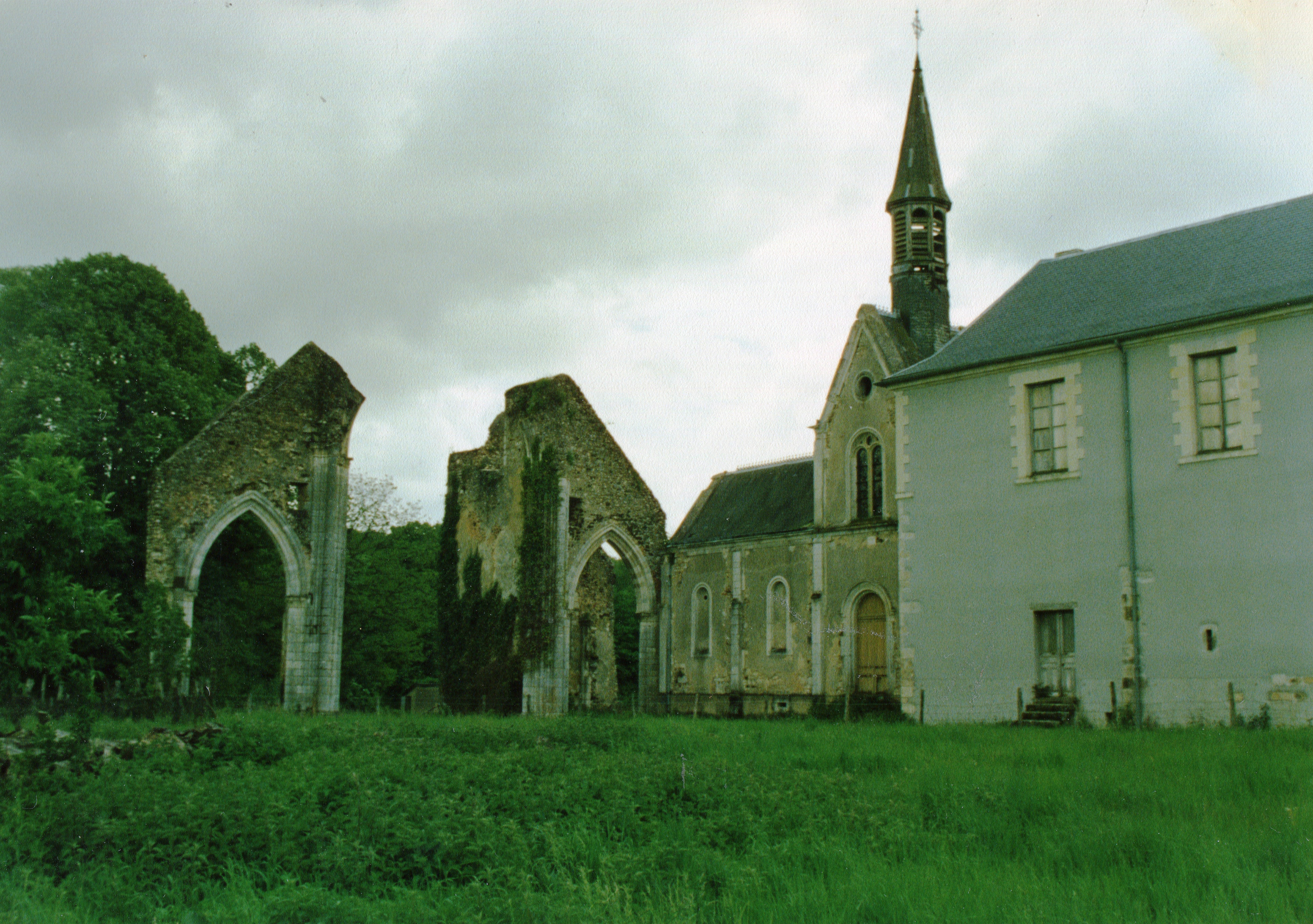
L'ancienne abbaye de Loroy en 1987.

### Personnalités liées à la commune
- Steven Palette, pilote automobile qui évolue aujourd'hui en Porsche Supercup pour l'écurie Pro GT by Alméras